# Leyden (Massachusetts)
Leyden é uma vila localizada no condado de Franklin no estado estadounidense de Massachusetts. No Censo de 2010 tinha uma população de 711 habitantes e uma densidade populacional de 15,23 pessoas por km².

## Geografia
Leyden encontra-se localizado nas coordenadas 42° 41′ 51″ N, 72° 37′ 39″ O. Segundo o Departamento do Censo dos Estados Unidos, Leyden tem uma superfície total de 46.67 km², da qual 46.36 km² correspondem a terra firme e (0.67%) 0.31 km² é água.

## Demografia
Segundo o censo de 2010, tinha 711 pessoas residindo em Leyden. A densidade populacional era de 15,23 hab./km². Dos 711 habitantes, Leyden estava composto pelo 98.31% brancos, o 0% eram afroamericanos, o 0.14% eram amerindios, o 1.13% eram asiáticos, o 0% eram insulares do Pacífico, o 0.14% eram de outras raças e o 0.28% pertenciam a duas ou mais raças. Do total da população o 1.13% eram hispanos ou latinos de qualquer raça.